# Jamie Baulch
Jamie Baulch (Jamie Steven Baulch; * 3. Mai 1973 in Nottingham, England) ist ein ehemaliger walisischer Leichtathlet, der im 400-Meter-Lauf sowie mit der britischen und walisischen 4-mal-400-Meter-Staffel erfolgreich war.

## Sportliche Erfolge
Baulch war 1992 Juniorenweltmeister mit der britischen 4-mal-100-Meter-Staffel. 1993 gewann er mit der Staffel bei den Junioreneuropameisterschaften Silber.
Bei den Olympischen Spielen 1996 in Atlanta gewann die britische 4-mal-400-Meter-Staffel hinter der US-Staffel Silber in 2:56,60 min. Die Staffel bestand aus Iwan Thomas, Jamie Baulch, Mark Richardson und Roger Black. Bei den Hallenweltmeisterschaften 1997 in Paris wurde Baulch in 45,62 s Zweiter hinter dem Nigerianer Sunday Bada. Im Sommer bei den Weltmeisterschaften in Athen wurde Baulch in 45,22 s Achter. Die Staffel in der Besetzung Iwan Thomas, Roger Black, Jamie Baulch und Mark Richardson gewann in 2:56,65 min ursprünglich Silber hinter der Staffel aus den USA und vor der Staffel aus Jamaika. Wegen der späteren Dopingdisqualifikation des US-Amerikaners Antonio Pettigrew wurde die britische Staffel nachträglich zum Weltmeister erklärt.
In Budapest bei den Europameisterschaften 1998 gewann die Staffel in der Besetzung Mark Hylton, Jamie Baulch, Iwan Thomas und Mark Richardson in 2:58,68 min vor der Staffel aus Polen. Einen Monat später bei den Commonwealth Games 1998 in Kuala Lumpur wurde Baulch über 400 Meter in 45,30 s Vierter. Das Staffelfinale gewann Jamaika vor England und Wales, wobei neben Baulch und Thomas noch Paul Gray und Doug Turner für Wales liefen.
Bei den Hallenweltmeisterschaften 1999 in Maebashi gewann Baulch in 45,73 s vor Milton Campbell aus den USA und Alejandro Cárdenas aus Mexiko. Die britische Staffel mit Baulch als Schlussläufer gewann Bronze hinter den Staffeln aus den USA und aus Polen. In Sevilla bei den Weltmeisterschaften 1999 wurde Baulch in 45,18 s erneut Achter, die britische Staffel konnte sich nicht für das Finale qualifizieren. Ein Jahr später bei den Olympischen Spielen in Sydney wurde die britische Staffel mit Baulch Sechste. Diesen Platz belegte die Staffel auch bei den Weltmeisterschaften 2001 in Edmonton.
Die Commonwealth Games 2002 fanden Ende Juli in Manchester statt. In der Staffel lieferten sich Daniel Caines als Schlussläufer der Engländer und der Waliser Matthew Elias einen Kampf bis zur Ziellinie. Die Engländer gewannen in 3:00,40 min vor den Walisern in 3:00,41 min. Die britische Staffel für die Europameisterschaften in München wurde aus je zwei Läufern der englischen und der walisischen Staffel zusammengestellt. Elf Tage nach dem Finale von Manchester gewannen Jared Deacon, Elias, Baulch und Caines in 3:01,25 min vor der russischen Staffel. 2003 gewann Jamie Baulch bei den Hallenweltmeisterschaften in Birmingham seine letzten internationalen Medaillen. Über 400 Meter gewann er zeitgleich mit dem Iren Paul McKee in 45,99 s Bronze hinter dem US-Amerikaner Tyree Washington und hinter Daniel Caines. Die britische Staffel mit Baulch und Caines gewann hinter den USA und Jamaika ebenfalls Bronze.

## Sonstiges
Jamie Baulch wurde von Linford Christie und Innocent Egbunike trainiert. Bei einer Körpergröße von 1,76 m betrug sein Wettkampfgewicht 67 kg.

## Bestzeiten
- 100 Meter: 10,51 s (1995)
- 200 Meter: 20,84 s (1994)
- 400 Meter: 44,57 s (1996)